# Pottum

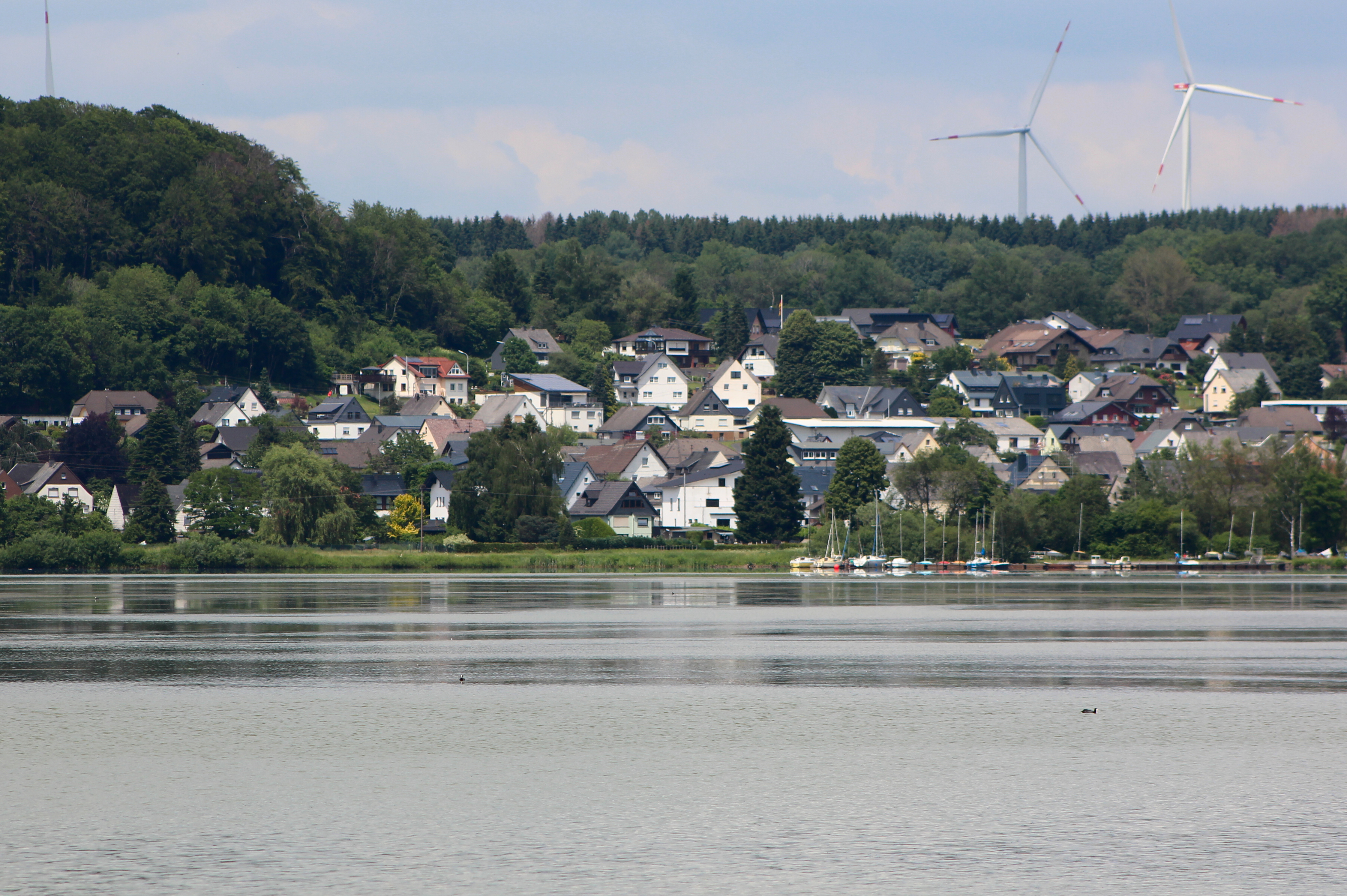
Ansicht von Pottum

Pottum ist eine Ortsgemeinde im Westerwaldkreis in Rheinland-Pfalz. Sie gehört seit 1972 der damals neu gebildeten Verbandsgemeinde Westerburg an.

## Geographie
Pottum liegt fünf Kilometer nordöstlich von Westerburg am Wiesensee. Zur Gemeinde gehört auch der Wohnplatz Harschbacherfeld.
Nachbargemeinden sind Hellenhahn-Schellenberg, Höhn, Stahlhofen am Wiesensee und Winnen.
Im südlichen Gemeindegebiet liegt das Naturschutzgebiet Seebachtal.

## Geschichte
Im Jahre 1062 wurde Pottum, oder Patheim später Pothump, erstmals urkundlich erwähnt. Aufgrund der Namensendung, bei der es sich um eine Abwandlung der Silbe -heim handelt, wird Pottum, wie mehrere -heim-Orte in der Umgebung, als fränkische Gründungen von vor dem 6. Jahrhundert n. Chr. angesprochen. Jedoch ist diese Datierung keineswegs gesichert.
Bevölkerungsentwicklung
Die Entwicklung der Einwohnerzahl von Pottum, die Werte von 1871 bis 1987 beruhen auf Volkszählungen:
| Jahr | Einwohner |
| ---- | --------- |
| 1815 | 314       |
| 1835 | 380       |
| 1871 | 361       |
| 1905 | 360       |
| 1939 | 794       |
| 1950 | 601       |
| 1961 | 662       |

| Jahr | Einwohner |
| ---- | --------- |
| 1970 | 898       |
| 1987 | 942       |
| 1997 | 1.109     |
| 2005 | 1.030     |
| 2011 | 985       |
| 2017 | 1.002     |
| 2023 | 1.009     |

## Politik

### Bürgermeister
Frank Weber wurde 2024 Ortsbürgermeister von Pottum.
Die Vorgängerin war Anette Leukel-Lenz seit Dezember 2019. Bei der Wiederholungswahl am 20. Oktober 2019 war sie mit einem Stimmenanteil von 75,4 % für fünf Jahre gewählt worden. Diese Wahl war notwendig geworden, da ihr bei der Direktwahl am 26. Mai 2019 eigentlich bestätigter Amtsvorgänger Klaus Weil (CDU) aus gesundheitlichen Gründen die Wahl nicht annahm. Weil war von 2004 bis 2019 Ortsbürgermeister von Pottum.

### Wappen
| Wappen von Pottum | Blasonierung: „Von einem blau-silbern geteilten Wellenbalken geteilt, oben in einem goldenen Wellschildhaupt über einem wachsenden grünen Lindenstrauch mit zwei Ästen und je 4 Blättern eine schreitende schwarz-silberne Bachstelze, unten in Blau ein aufgeschlagenes silbernes Buch, belegt von einem Messer, dessen rote Griffstange mit Klinge den Falz bedeckt und sein silberner Griff über den Buchblock herausragt.“ |
| Wappen von Pottum | |

## Kultur und Sehenswürdigkeiten

### Regelmäßige Veranstaltungen
Am letzten Wochenende im August, findet traditionell in Pottum das Kirchweihfest (zu Ehren des Schutzpatrones St. Bartholomäus), die Pottumer Kirmes statt. Diese wird seit 2018 jährlich von der im Jahr 2017 gegründeten Kirmesgesellschaft Pottum e. V. ausgerichtet.

## Verkehr
- Pottum liegt an den Kreisstraßen 54 und 56 des Westerwaldkreises, in Ailertchen besteht Anschluss an die B255.
- Die nächste Anschlussmöglichkeit an den Eisenbahnverkehr ist der Bahnhof Westerburg, hier verkehrt die Linie RB90, Westerwald-Sieg-Bahn (Limburg(Lahn) – Diez-Ost – Westerburg – Hachenburg – Altenkirchen – Au(Sieg) – Kirchen(Sieg) – Siegen – Kreuztal) nach dem Rheinland-Pfalz-Takt im Auftrag des Zweckverbands SPNV Nord täglich im Stundentakt.

## Persönlichkeiten
- Helmut Hoyer (* 1950), Rektor der Fernuniversität in Hagen
- Klaus Weber (* 1960), Historiker und Hochschullehrer
- Annegret Held (* 1962), Schriftstellerin